# 마이 케미컬 로맨스
마이 케미컬 로맨스(My Chemical Romance, 약칭 MCR 또는 My Chem)는 2001년에 미국 뉴욕에서 결성되고 그래미상 후보에 지명됐던 5인조 록 밴드이다. 멤버로는 리드 보컬 제라드 웨이, 기타리스트에 레이 토로, 프랭크 아이에로, 베이시스트에 마이키 웨이 그리고 드러머에 밥 브라이어가 있다.
아이볼 레코드와 계약 후 2002년 데뷔 음반인 I Brought You My Bullets, You Brought Me Your Love를 발표하고 다음 해 리프라이즈 레코드사와 계약 후 2004년 메이저 데뷔 음반인 Three Cheers for Sweet Revenge를 발표해 메이저에서 백만 장 이상의 판매고를 기록해 성공을 거두고 2006년엔 The Black Parade를 발표 해 싱글 음반들이 성공을 거두면서 다시 한번 이름을 알렸다. 2008년 1월 22일, 올림픽 홀에서 첫 내한 공연을 가졌다. 2010년 11월 23일, 정규 4집인 Danger Days: The True Lives of the Fabulous Killjoys를 발표했다.
2013년 3월 23일 공식적으로 해체를 선언했다가, 2019년 10월 31일자로 재결합을 선언했다.

## 역사

### 데뷔 이전 (2001-2002)
마이 케미컬 로맨스는 2001년, 9/11 테러가 일어나고 거의 일주일 뒤 밴드의 보컬이자 리더인 제라드 웨이와 고등학교 동창인 드러머 맷 펠리시어와 결성했다. 세계 무역 센터 건물에 비행기가 부딪치는 걸 목격한 제라드 웨이는 밴드를 결성하기로 결심한다. 제라드 웨이는 9/11 테러를 목격한 경험을 담은 첫 번째 곡 〈Skylines And Turnstiles〉를 작사했다. 이후 기타리스트 레이 토로가 영입되었는데 이때 당시 제라드는 노래 및 기타를 연주할 줄을 몰랐다. 밴드의 첫 번째 녹음은 맷 펠리시어의 집에서 이루어졌는데 "Our Lady of Sorrows" (전에 "Bring More Knives"라 불림)와 〈Cubicles〉를 녹음한다. 이후 데모를 들은 제라드 웨이의 동생인 마이키 웨이는 대학을 자퇴하고 비행기를 타고 미국으로 날아와 밴드에 들어가기로 결심한다.
마이 케미컬 로맨스는 이후 아이볼 레코드와 계약을 맺고 이후 펜시 프렙의 보컬/기타리스트인 프랭크 아이에로를 만나게 된다. 후에 펜시 프렙이 2001년, 2002년 사이에 해체되자 프랭크는 마이 케미컬 로맨스에 들어가 데뷔 음반 녹음에 도움을 주며 밴드 결성 3개월 만인 2002년 첫 번째 음반이자 데뷔 음반인 I Brought You My Bullets, You Brought Me Your Love을 발표한다. 음반 녹음을 시작하기 몇 일전에 참여한 아이에로는 "Early Sunsets Over Monroeville"를 비롯한 두 곡에 참여한다. 이후 빅 대디에서 자주 공연을 가졌으며 많은 사람들의 관심을 받았다.
또한 마이 케미컬 로맨스는 퓨어볼륨을 통해 무료로 곡을 공개하기도 하였고, 마이스페이스를 만들어 이름을 알리기 시작하였다.

### 메이저에서의 성공 (2003-2006)
2003년, 마이 케미컬 로맨스는 어벤지드 세븐폴드와의 투어 후, 리프라이즈 레코드와 계약을 맺었다. 곧바로 다음 음반의 작업에 들어간 뒤 2004년, 그들의 2번째 음반이자 메이저 데뷔 음반인 Three Cheers for Sweet Revenge를 발표한다. 마이 케미컬 로맨스는 음반에서 "Thank You for the Venom", "I'm Not Okay (I Promise)", "Helena", "The Ghost of You" 총 4개의 싱글 음반을 발매했는데, 정규 음반은 발매 후 플래티넘을 기록한다. 또한 2004년 7월, 일본에서 투어하던 도중 밴드의 드러머였던 맷 펠리시어와의 갈등으로 미국에 돌아온 직후 맷 펠리시어를 방출하고 밥 브라이어를 영입한다.
2004년 말, 처음으로 테이스트 오브 카오스 투어에 참여하고 또한 그린데이의 《American Idiot》 투어의 오프닝 밴드로, 2005년엔 워프드 투어에서 폴 아웃 보이, 알카라인 트리오, 레기 앤 더 풀 이펙트와 함께 미 전역에서 부 헤드라이너로 무대에 올랐다. 같은 해, 마이 케미컬 로맨스는 더 유즈드와 함께 퀸과 데이빗 보위가 불렀던 "Under Pressure"를 커버 해 디지털 싱글로 아이튠즈를 비롯한 인터넷에 공개하였다.
2006년 3월, 음반사에서는 2DVD와 1CD가 담긴 Life on the Murder Scene을 발매하였다. 음반엔 각각의 DVD엔 밴드의 연혁과 모습이 담긴 다큐멘터리, 뮤직비디오와 메이킹 필름, 라이브 영상이 수록되어 있다. 2006년 6월에는 비공식적인 밴드 소개 DVD인 《Things That Make You Go MMM!》가 발매되었는데, 마이 케미컬 로맨스의 음악이나 공연 영상 등이 수록되진 않았으나 밴드가 명성을 얻기 전을 다룬 인터뷰가 수록되어 있다. 또한 같은 해, 밴드의 연혁과 3집을 준비하고 있는 모습을 다룬 책인 폴 스테닝의 《Something Incredible This Way Comes》가 발매되었다. 밴드는 이어 3번째 음반 The Black Parade를 준비하기 시작한다.
2006년 4월 10일, 많은 그린 데이의 음반을 맡았던 프로듀서 롭 카발로와 함께 The Rise and Fall of My Chemical Romance란 세 번째 음반을 준비하기 시작한다는 소문이 돌았고 그러나 케랑! 지와의 인터뷰에서 음반 제목에 관련해 제라드 웨이는 "음반 제목으로 정해진 것이 아니다. 장난이거나 농담일수도 있다"라고 말했다.

### 블랙 퍼레이드 (2006년 8월-2007년 12월)

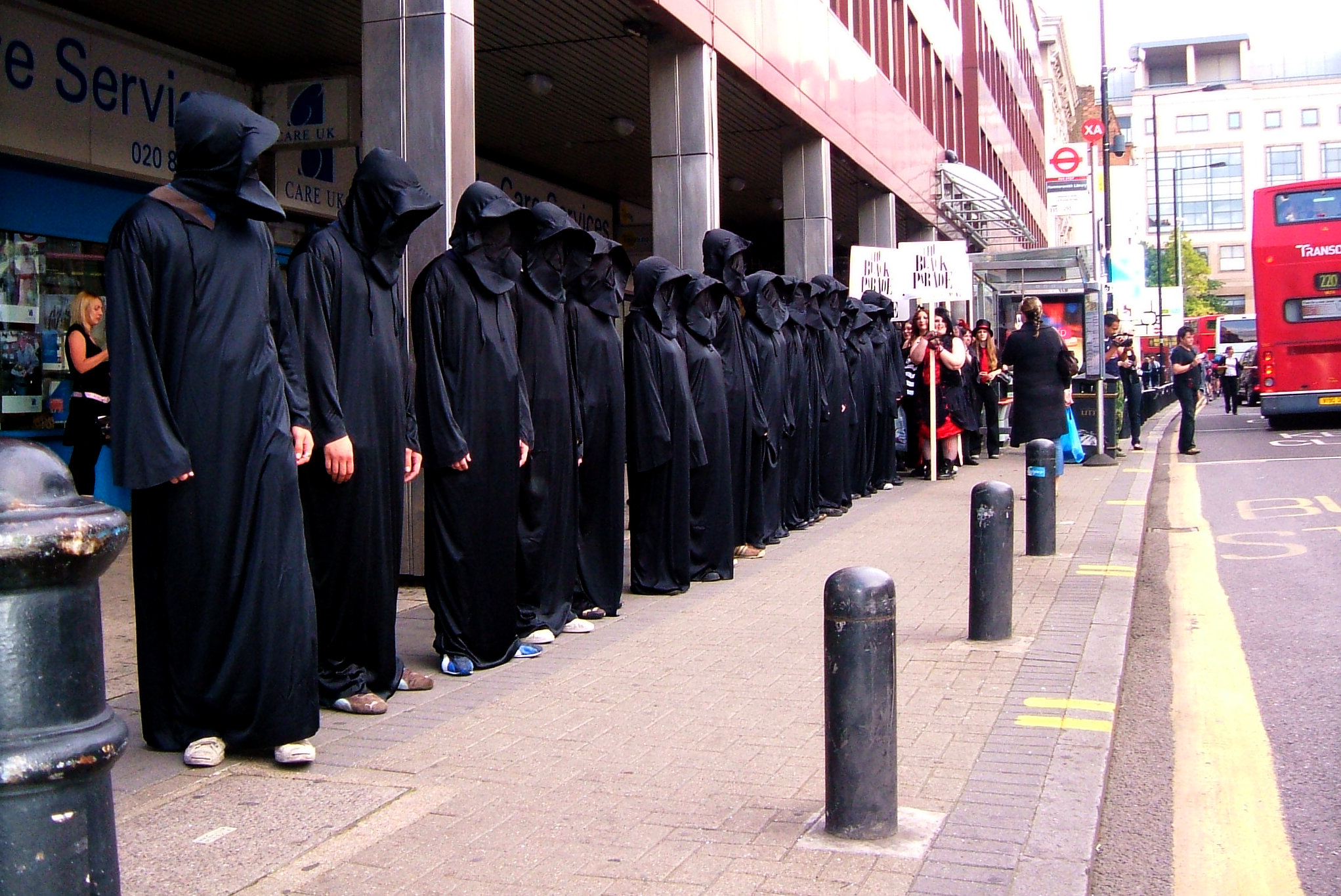
런던에서 열린 The Black Parade 음반 홍보행사

2006년 9월 2일, 마이 케미컬 로맨스는 자신들의 마이스페이스, 퓨어볼륨 사이트에 "Welcome to the Black Parade" 게재했고, 이어 2006년 9월 11일 첫 라디오에 방송되었으며 2006년 9월 26일 영국에서, 9월 27일 미국에서 "Welcome to the Black Parade" 의 뮤직비디오가 선보였다.
2007년 2월 22일, 라이즈 어게인스트, 서스데이, 뮤즈와 함께 맨체스터, 뉴햄프셔부터 시작으로 해 블랙퍼레이드 투어를 시작했다. 이후 추가로 투어 내내 키보드/신스를 레기 앤 더 풀 이펙트의 프론트맨인 제임스 드위스가 맡는다고 알렸다.
마이 케미컬 로맨스는 케랑! 매거진(1138호)에서 실시한 투표: 최고의 밴드, 최악의 밴드, 베스트 음반(The Black Parade), 최악의 음반(The Black Parade), 최고의 곡 ("Welcome to the Black Parade"), 최고의 뮤직비디오 ("Welcome to the Black Parade"), 최고의 공연, 2006년 최고의 인물, 2006년 최악의 인물, 2006년의 영웅, 2006년의 악인, 2006년 섹시한 남성 (제라드 웨이) 등 각각 수상을 거두었으며 또한 케랑! 1139호에서 (The Black Parade)를 2006년 최고의 음반 4위에, 롤링 스톤 매거진 2006년의 음반 순위 탑 50에서 20번째 최고의 음반으로 선정되었으며 2007년 열린 NME 시상식에서 마이 케미컬 로맨스는 "최고의 세계적인 밴드" 상을 받았고 제라드 또한 "올해의 영웅" 상을 받았다.
2007년 4월 19일, 마이키 웨이는 결혼과 함께 자신의 아내인 앨리시아 시몬스 웨이와의 시간을 위해 잠시 동안 마이 케미컬 로맨스를 떠났고 대신 맷 코르테즈가 세션으로 도움을 주었다. 2007년 8월 29일, 뉴저지에서의 콘서트 도중 "I'm Not Okay (I Promise)"를 선보이면서 다시 돌아왔다.
마이 케미컬 로맨스는 또한 2007년, 린킨 파크가 여는 2007년 프로젝트 레볼루션에 테이킹 백 선데이, 마인드리스 셀프 인덜전스, 세이오신, 플라시보, HIM, 린킨 파크와 함께 참여했다. 또한 2007년 10월 열리는 유럽 투어에 오프닝밴드로 마인드리스 셀프 인덜전스가 될 것이라고 고지했으며 2007년 9월, 새 음반 녹음 계획이 있음을 밝혔다. 또한 자신의 동생인 마이키 웨이가 앞으로도 투어에 참여할 것이라 밝혀 12월에 탈퇴한다는 루머를 일축시켰다.

### 4번째 음반 작업 (2008년~2011년)
2007년, 투어 도중 처음으로 신곡을 선보였다. 2007년 11월에는 프랭크 아이에로의 가족들에게 문제가 생겨 투어 도중 잠시 빠졌으며 드러머 밥에겐 손에 골프공 크기만한 혹이 나 드럼을 치지 못하며 앞으로 긴 휴식을 할 것이라고 발표했다. 한 때, 프로젝트 레볼루션에서 베이시스트로 참여한 맷 코르테즈가 프랭크를 대신해 리듬기타를, 밥 대신에 맡을 거라고 발표했다. 2007년 아메리칸 뮤직 어워드에 린킨 파크, 화이트 스트라입스와 함께 "최고의 얼터너티브 록 그룹" 후보에 올랐으나 결국 린킨 파크가 수상했다.
이어 2007년 12월 19b일, 일본에서 EP 음반인 Live and Rare를 발매했다.
2007년 말에는 여러 투어에서 키보드리스트로 참여했던 제임스 드위스가 다음 음반부터 공식 키보드리스트로 참여할 것이라고 발표했다. 음반 발표 일자는 밝히지는 않았으나 제라드 웨이가 NME와의 인터뷰에 의하면 다음 음반은 "펑크록으로 돌아갈 것"이라고 밝혔다. 이어 2008년부터, 베트남에서의 공연을 시작으로 부상으로 빠졌던 밥이 참여하고 1월 22일에 올림픽 홀에서 블랙퍼레이드 투어 일환으로 첫 내한 공연을 펼치며 많은 관객의 호응을 불렀다.
2008년에는 2007년 10월 멕시코시티에서의 라이브와 미국 뉴저지주 맥스웰에서의 라이브를 수록한 2번째 라이브 컴필레이션 음반 The Black Parade Is Dead!가 미국을 비롯하여 여러 국가에서 7월 1일에 발매되었다. 애당초 DVD/CD 구성으로 미국에서 6월 24일에 발매하고, 6월 30일에 영국에서 발매하려고 하였으나, 멕시코 콘서트를 편집하던 도중 문제가 발생하여 7월 1일에 발매하게 되었다.
팝이터와의 인터뷰에서 제라드 웨이는 다음 음반에 대해 "가득찬 분노"와 아직까지 해보지 않았던 음악들을 할 것이라고 밝혔다. 또한 그는 “좀 더 가라지하고 좀 더 힘있는 음악을 할 것이다. (중략) 결론적으로 우리의 다음 목표이다.” 라고 말했다. 프랭크 아이에로 또한 2008년 12월 4일 인터뷰에서 "우리 밴드는 이번 달부터 다음 음반에 대해서 어떻게 할 건지 논의하고 내년부터 작곡할 것 같다"고 밝혔다.
2009년 2월 1일, 마이 케미컬 로맨스는 새로운 싱글로 밥 딜런의 노래를 커버한 "Desolation Row"를 발매하였고 영화 《왓치맨》의 크레딧에 삽입되었다. 이후 밴드는 사이트의 자신들의 블로그를 통해서 "2007년 멕시코 시티에서의 앵콜 공연을 포함한 여태 보지 못한 9개의 콜렉션을 발매한다"고 알린 뒤, 2009년 4월 29일, 방탄 조끼와 콜렉션이 담겨있는 총알 모양의 USB 드라이브 형식 음반인 ¡Venganza!를 발매하였다.
5월 27일, 밴드의 사이트 디자이너인 제프 왓슨은 공식 홈페이지를 통해 본격적으로 4집 음반에 대한 녹음에 돌입했으며 프로듀서로 AC/DC, 펄 잼과 함께 작업했던 브랜든 오브라이언으로 같이 작업 중이라고 알렸고 음반 발매 시기를 2009년 말이나 2010년 초로 예상했다.
7월 31일과 8월 1일에 마이 케미컬 로맨스는 로스앤젤레스 록시 극장에서 두 차례 비공개 공연을 하였다. 메디슨 스퀘어에서부터 2008년 5월까지 해왔던 셋리스트대로 진행하였고 또한 다음 음반에 실리는 미공개곡 3곡을 선보였는데 "Death Before Disco", "Kiss the Ring", "The Drugs"를 선보였다. 2010년 3월, 밥 브라이어에 대해 “4주 전, 마이 케미컬 로맨스와 밥 브라이어는 헤어지기로 했다”며 그의 탈퇴를 알렸다. 탈퇴 이유는 알려지지 않았다.

### Conventional Weapons (2012년~2013년)
마이 케미컬 로맨스는 미공개 곡들만 모은 Conventional Weapons를 2013년 2월 6일에 발매하였다.

### 해체 (2013년~2019년)
미공개 곡들을 한달에 두곡씩 발표 하면서 왕성한 활동을 예고하고 있던 그들은 2013년 3월 23일 갑작스러운 해체를 발표한다. 보컬 제라드 웨이는 DIY 매거진 인터뷰에서 3집 발매이후 밴드활동을 지속하는 것에 회의감과 고민이 있었음을 전했다.
2014년 3월 25일에 두번째 컴필레이션 앨범이자 첫번째 베스트 음반 May Death Never Stop You를 발매하였다.
Jonas brothers가 mcr이 연습하는 것을 보았다 라고 이야기하여 재결합에 대한 루머가 (또) 돌았다. 이에 밴드 멤버 프랭크 아이에로는 조나스 브라더스를 디즈니 밴드라고 조롱하며 재결합에 대한 논란을 잠재웠다. 이 덕분에 조나스 브라더스는 거짓말을 했다며 대중들에게 많은 비난을 받았다.

### 재결합 (2019년 이후)
2019년 10월 31일 'Return'이라는 게시글이 공식 SNS 계정에 게시되었다.
2020년 1월 30일 공식 유튜브 계정에 북아메리카 투어 계획을 알리는 동영상을 게재하며 공식적으로 활동 재개를 예고했다.

## 투어
마이 케미컬 로맨스는 해마다 쉬지 않고 대부분의 공연이 매진할 정도로 유명한 많은 투어를 했는데, 반스 워프드 투어를 포함해 여러 투어를 통해 그린 데이, 폴 아웃 보이, 유즈드 등 여러 유명한 밴드 사이에서 일찍 경력을 쌓았다.

## 구성원
- 제라드 웨이(Gerard Way) - 리드 보컬
- 마이키 웨이(Mikey Way) - 베이스 기타
- 프랭크 아이에로(Frank Iero) - 리듬 기타
- 레이 토로(Ray Toro) - 리드 기타

### 이전 멤버
- 맷 펠리시어(Matt Pelissier) - 드럼(2002년 ~ 2004년)
- 밥 브라이어(Bob Bryar) - 드럼(2004년 ~ 2010년)

### 투어 멤버
- 맷 코르테즈 (Matt Cortez) - 베이스 (2007년 초), 리듬 기타 (2007년 말)
- 제임스 드위스(James Dewees) - 키보드(2007년- )
- 마이클 페디콘(Michael Pedicone) - 드럼(2010년-2011년)

## 음반 목록
| 연도   | 음반명                                               | 음반사            | 순위 | 순위 | 순위 | 순위 |
| 연도   | 음반명                                               | 음반사            | 미국 | 영국 | 독일 |      |
| ------ | ---------------------------------------------------- | ----------------- | ---- | ---- | ---- | ---- |
| 2002년 | I Brought You My Bullets, You Brought Me Your Love   | 아이볼 레코드     | ─    | 129  | ─    |      |
| 2004년 | Three Cheers for Sweet Revenge                       | 리프라이즈 레코드 | 28   | 34   | 57   |      |
| 2006년 | Life on the Murder Scene                             | 리프라이즈 레코드 | 30   | 53   | ─    |      |
| 2006년 | The Black Parade                                     | 리프라이즈 레코드 | 2    | 2    | 11   |      |
| 2008년 | The Black Parade Is Dead!                            | 리프라이즈 레코드 | 22   | 13   | ─    |      |
| 2010년 | Danger Days: The True Lives of the Fabulous Killjoys | 리프라이즈 레코드 | ─    | ─    | ─    |      |

## 수상 및 후보

### 후보
2008년 그래미상 최고의 박스, 최고의 한정판 패키지 - 《The Black Parade》